# Plage de Balmoral
La plage de Balmoral (en anglais : Balmoral Beach) est une plage sur la baie de Sydney, dans la banlieue nord de Sydney, à environ 8 km du centre-ville, en Nouvelle-Galles du Sud en Australie, dans la municipalité de Mosman. Elle a des restaurants au bord de la mer et des zones résidentielles, touristiques et naturelles.
Inspiré par les impressionnistes français, les ateliers d'artistes se sont épanouis autour du Sydney Harbour dans les années 1880 et 1890, aux endroits idylliques - allant de Balmoral Beach et Curlew Camp à Sirius Cove, là où Arthur Streeton et Tom Roberts ont peint certains des chefs-d'œuvre reconnus de l'art australien.

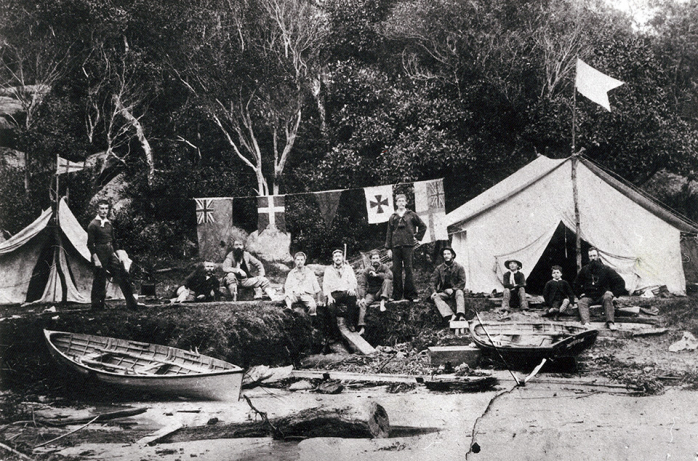
"Artists' Camp" de Balmoral Beach, c.1890. Inspiré par les impressionnistes français, les ateliers d'artistes se sont épanouis autour du Sydney Harbour.